# Stenosphenus
Stenosphenus is een kevergeslacht uit de familie van de boktorren (Cerambycidae). De wetenschappelijke naam van het geslacht werd voor het eerst geldig gepubliceerd in 1847 door Haldeman.

## Soorten
Stenosphenus omvat de volgende soorten:
- Stenosphenus beyeri Schaeffer, 1905
- Stenosphenus bivittatus Giesbert & Chemsak, 1989
- Stenosphenus cordovanus Giesbert & Chemsak, 1989
- Stenosphenus cribripennis Thomson, 1861
- Stenosphenus debilis Horn, 1885
- Stenosphenus dolosus Horn, 1885
- Stenosphenus gaumeri Bates, 1892
- Stenosphenus insulicola Fisher, 1942
- Stenosphenus langurioides Bates, 1885
- Stenosphenus lineatus Bates, 1885
- Stenosphenus lugens LeConte, 1862
- Stenosphenus maccartyi Giesbert & Chemsak, 1989
- Stenosphenus notatus (Olivier, 1795)
- Stenosphenus ochraceus Bates, 1872
- Stenosphenus penicilliventris Giesbert & Chemsak, 1989
- Stenosphenus pristinus Wickham, 1914
- Stenosphenus proruber Giesbert & Chemsak, 1989
- Stenosphenus protensus Bates, 1880
- Stenosphenus rubidus Linsley, 1935
- Stenosphenus rufipes Bates, 1872
- Stenosphenus sobrius (Newman, 1840)
- Stenosphenus suturalis Bates, 1872
- Stenosphenus trispinosus Bates, 1872
- Stenosphenus vitticollis Bates, 1892